# Enceinte de l'Alhambra

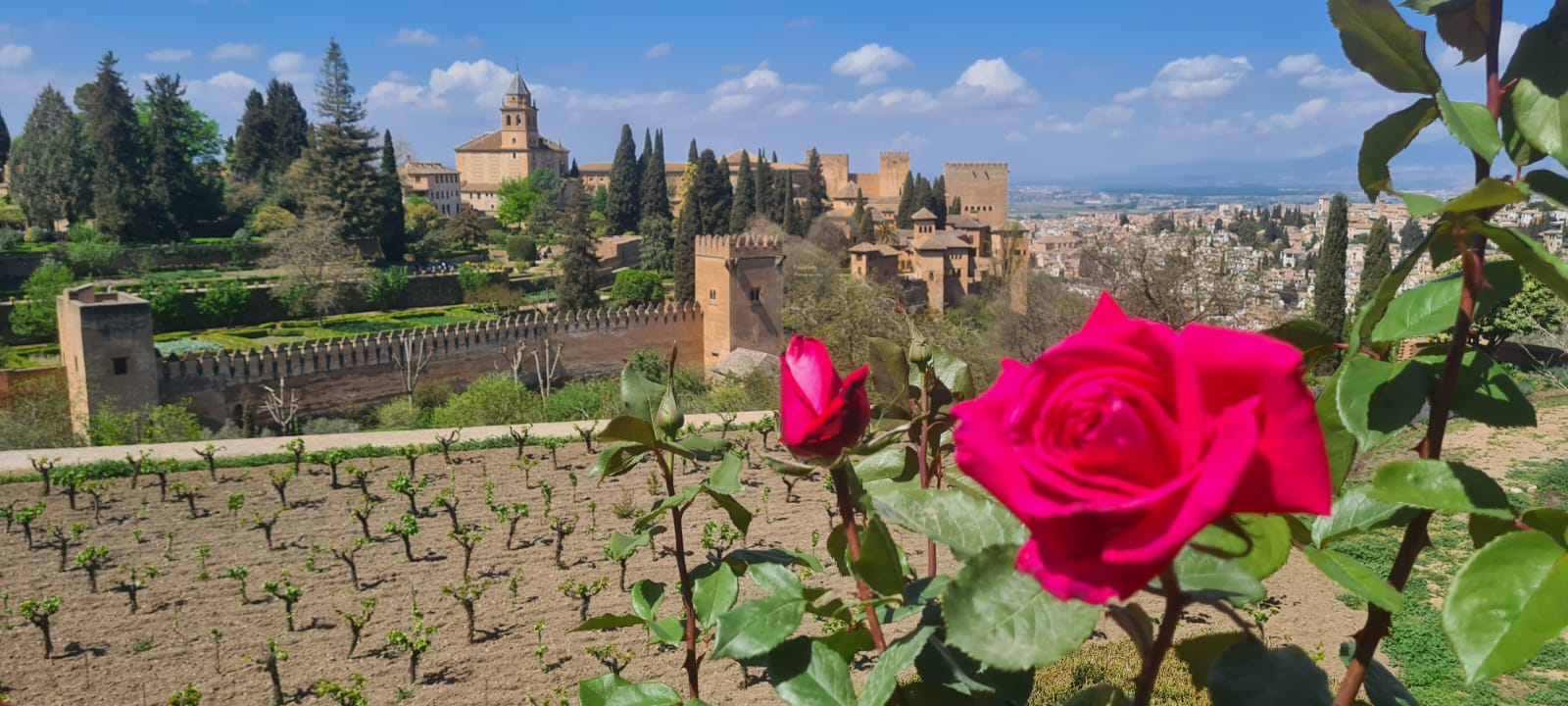
Enceinte de l'Alhambra

L'Alhambra est fortifiée de murailles d'enceinte comportant de nombreuses tours pour surveiller les alentours. Tous les palais du monument, à l'exception du Généralife, figurent dans cette enceinte.

## Les portes
Les points d'accès à l'Alhambra sont : un portail avec pont sur l'arrière et la Porte de la Justice.
- Porte de la Justice, datant de 1348.
- Porte de las Albercas, ou des Siete suelos (sept cieux).

## Les tours
- Tour de la Captive

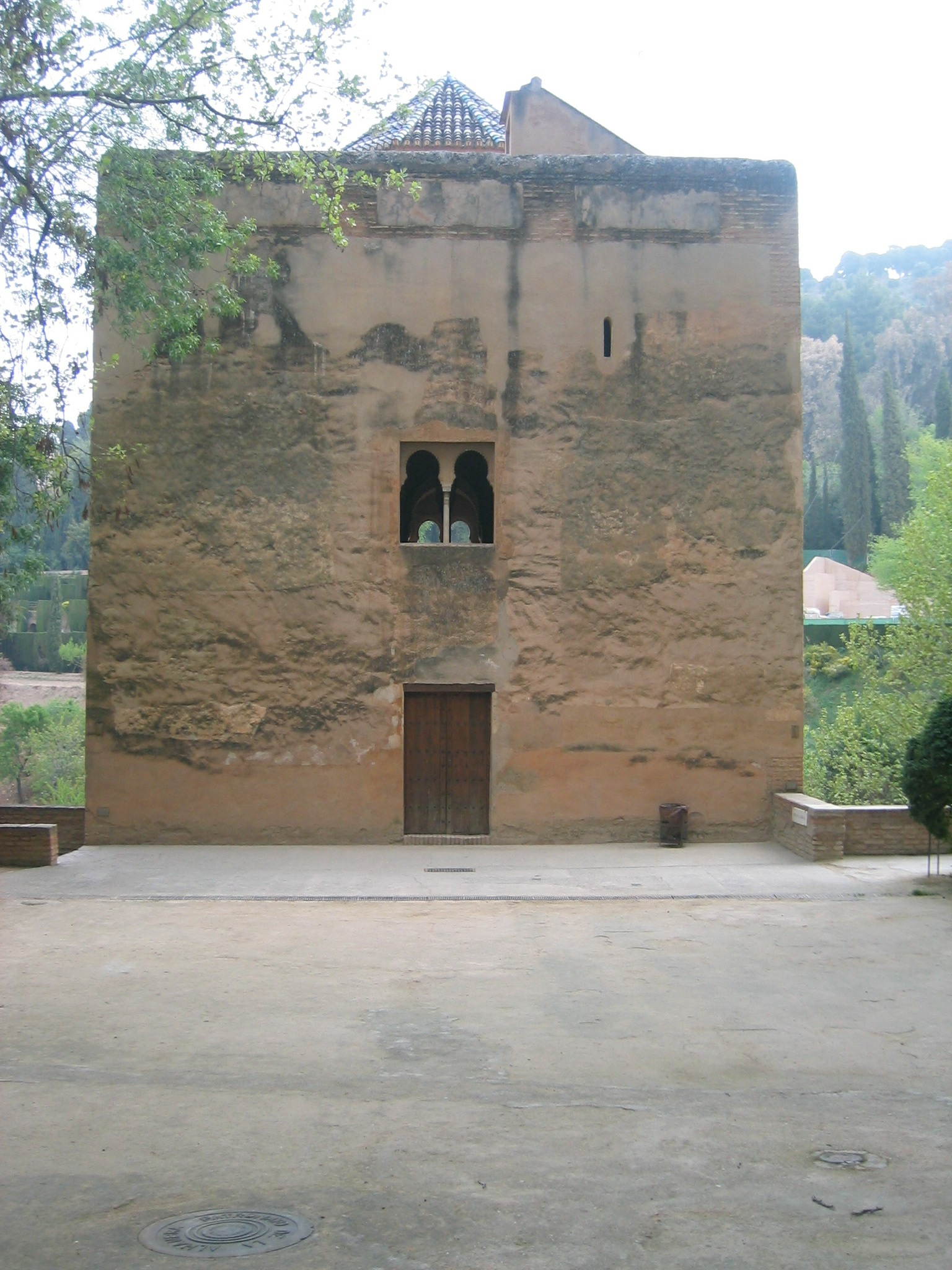
La tour de la Captive.

- Tour de Comares, surplombant le palais de Comares.

## Intérieur des fortifications

### Médina
L'Alhambra, outre la vie palatine des princes, était une véritable cité sur la colline, peuplée par les fidèles des Nasrides, à l'écart des tumultes de la ville basse.

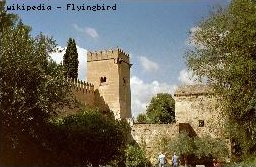
murailles de lAlhambra

La médina était le lieu de vie pour tous ces gens. Il ne reste aujourd'hui que les fondations des maisons.

### Palais en ruines
- Voir Ruines du plateau de la Sabika